# Comté de Benzie
Le comté de Benzie (Benzie County en anglais) est situé dans le nord-ouest de la péninsule inférieure de l'État du Michigan. Son siège est à Beulah.  Selon le recensement de 2020, sa population est de 17 970 habitants. 
Une partie du Sleeping Bear Dunes National Lakeshore se trouve dans le comté.

## Géographie
Le comté a une superficie de 2 226 km2, dont 832 km2 de terres.

### Comtés adjacents
- Comté de Leelanau (nord)
- Comté de Grand Traverse (est)
- Comté de Manistee (sud)